# هال هاينز
هال هاينز (بالإنجليزية: Hall Haynes) هو لاعب كرة قدم أمريكية أمريكي، ولد في 3 أكتوبر 1928 في دنكان في الولايات المتحدة، وتوفي في 15 يونيو 1988.

## وصلات خارجية
- هال هاينز على موقع مرجع كرة القدم المحترفة.كوم (الإنجليزية)